# (36876) 2000 SS152
2000 أس أس 152 (ويعرف أيضًا باسم (36876) 2000 أس أس 152 وفق تسمية الكوكب الصغير) (بالإنجليزية: 2000 SS152)‏ هو كويكب ضمن حزام الكويكبات؛ وترتيبه 36876 من حيث الاكتشاف.
اكتُشف هذا الجُرم الفلكي بواسطة بحث لنكولن عن الكويكبات القريبة من الأرض في 24 سبتمبر 2000.

## وصلات خارجية
- (36876) 2000 SS152 في قاعدة بيانات مختبر الدفع النفاث لأجرام النظام الشمسي الصغيرة

- الاكتشاف · مخطط المدار ·  العناصر المدارية · المعلمات المادية

- (36876) 2000 SS152 على موقع ويكي سكاي: DSS2, SDSS, GALEX, IRAS, Hydrogen α, X-Ray, Astrophoto, Sky Map, Articles and images